# Samsung Rugby
Samsung Rugby là dòng điện thoại siêu bền do Samsung Telecommunications sản xuất. Dòng sản phẩm bao gồm:
- Samsung Rugby (SGH-A836)
- Samsung Rugby II (SGH-A847M), điện thoại nắp gập
- Samsung Rugby Smart (SGH-i847), điện thoại thông minh Android 1,4 GHz cho AT&T Mobility
  - Samsung Galaxy Rugby (GT-S5690M), phiên bản Canada của Samsung Rugby Smart cho Bell Mobility và Rogers Wireless với vi xử lý 800 MHz
  - Samsung Galaxy Rugby Pro (SGH-i547), có khả năng kết nối LTE, Android 4.0 dựa trên Rugby Smart, nhưng với vi xử lý 1,5 GHz
  - Samsung Galaxy Rugby LTE (SGH-i547C), phiên bản Canada của Rugby Pro với vi xử lý 1,5 GHz và hỗ trợ LTE cho Telus Mobility và Bell Mobility
- Samsung Rugby 3, 810G điện thoại nắp gập, công bố vào 12 tháng 11 năm 2012, cho AT&T sẽ có 'Enhanced PTT' nhưng không hỗ trợ 4G